# Свято-Іоано-Золотоустівський чоловічий монастир
Свято-Іоано-Золотоустівський чоловічий монастир — монастир Львівсько-Сокальської єпархії Православно Церкви України, що знаходиться у м. Львові, на вулиці Лисенка 43. Є єдиним комплексом, у якому також діє Львівська Православна Богословська Академія.
Храм святителя Іоана Золотоустого у Львові є одночасно храмом Львівської православної богословської академії та Свято-Іоано-Золотоустівського монастиря.

## Будівля
Колишній костел Серця Ісусового у комплексі жіночого монастиря сестер францишканок Пресвятих Дарів — мурована будівля з цегли двох кольорів (червоної і жовтої) в неороманському стилі з елементами неоготики і вдало поєднаними стильовими ознаками й архітектурними формами багатьох напрямків та історичних епох.

## Історія
Монастир був збудований упродовж 1877—1888 рр. К. Ґреґором за проектом відомого львівського архітектора Ю. Захарієвича.
Скульптор Леонард Марконі виготовив алебастровий вівтар, були встановлені привезені з Мюнхена вітражі, розписано стіни. Поряд з центральним вівтарем було встановлено два бічні, прибудовано дві бічні каплиці. 29 вересня 1889 р. урочисте освячення храму здійснили апостольський нунцій у Відні Алоїзій Ґалімберті, львівський латинський архієпископ Северин Моравський, уніатський митрополит Сильвестр Сембратович і вірменський архієпископ Ісаак Ісакович.
Костел і монастир збудовані у вигляді чотирикутника. Дах костелу був покритий етернітом, монастир — черепицею. В Мюнхені, в майстерні з багатовіковими традиціями, виготовили вітражі з гармонійною гамою кольорів та елементами гутного скла, аналогів яким немає у Східній Європі. Храм з хресто-ребровим склепінням було розмальовано позолоченими фресками з елементами християнської символіки, переплетеними рослинним та геометричним орнаментами.  Центром святині був «Євхаристійний трон», а також два бічні престоли. З лівого боку нави знаходився неоготичний престіл Матері Божої Пристанища Грішників, фундований графом А. Гауснером, а з правого — св. Йосифа, статую якого було привезено з Мюнхена. При костелі збудували дві бічні каплиці: з правого боку св. Франциска, з лівого — св. Йосафата. Підлога в храмі вимощена мармуром на кошти родини Гжицьких. Львівські майстри виготовили різьблені дерев'яні лави з елементами інкрустації.

### Після Другої Святової війни
Після закінчення Другої світової війни костел і приміщення монастиря були передані у розпорядження Міністерства охорони здоров'я — тут розмістили 7-ме відділення 1-ї інфекційної клінічної лікарні. Розписи храму були забілені, вівтар зник, але збереглися вітражі. Упродовж кількадесятлітнього використання приміщень не за призначенням храм зазнав суттєвих зовнішніх руйнувань — дах прогнив, стіни вкрив грибок.У 1991 р., згідно з рішенням Львівської обласної ради, костел і ліве крило монастиря були передані єпархії Української Автокефальної Православної Церкви. Наступного року відбулося освячення храму як семінарської церкви св. Іоана Золотоустого. У приміщеннях монастиря було розміщено навчальний корпус Львівської Духовної Семінарії. У березні 1993 р. Львівська Духовна Семінарія увійшла до складу Української Православної Церкви Київського Патріархату. Сьогодні належить до Православної Церкви України

## Обитель
Священноархімандритом Свято-Іоано-Золотоустівського монастиря є Високопреосвященніший Митрополит Львівський і Сокальський Димитрій (Рудюк).
17 травня 2011 року, згідно рішення Священного Синоду УПЦ КП (тепер ПЦУ) від 13 травня 2011 року, Високопреосвященним Митрополитом Львівським і Сокальським Димитрієм ієромонах Юліан (Гатала) (уродженець Городоцького району, с. Лівчиці) нині єпископ Коломийський і Косівський, був призначений намісником новозаснованого Свято-Іоанно-Золотоустівського чоловічого монастиря міста Львова.

## Братія
Серед числа братії свого часу був архімандрит Паїсій (Кухарчук), нині єпископ Житомирський і Овруцький. 
Зараз намісником монастиря є архімандрит Кіпріан Лозинський.